# 비터 문
《비터 문》(Lunes De Fiel, Bitter Moon)은 영국에서 제작된 로만 폴란스키 감독의 1992년 드라마 영화이다. 휴 그랜트 등이 주연으로 출연하였고 로만 폴란스키 등이 제작에 참여하였다.

## 출연

### 주연
- 휴 그랜트
- 크리스틴 스콧 토마스

### 조연
- 엠마누엘 자이그너
- 피터 코요테
- 빅터 배너지
- 소피 패털
- 패트릭 알벤크

## 기타
- 원작자: 파스칼 브룩크너
- 미술: 윌리 홀트
- 미술: 제라드 비아드
- 의상: 재키 뷔뎅